# Redfieldia flexuosa
Redfieldia flexuosa là một loài thực vật có hoa trong họ Hòa thảo. Loài này được (Thurb.) Vasey miêu tả khoa học đầu tiên năm 1887.

## Hình ảnh

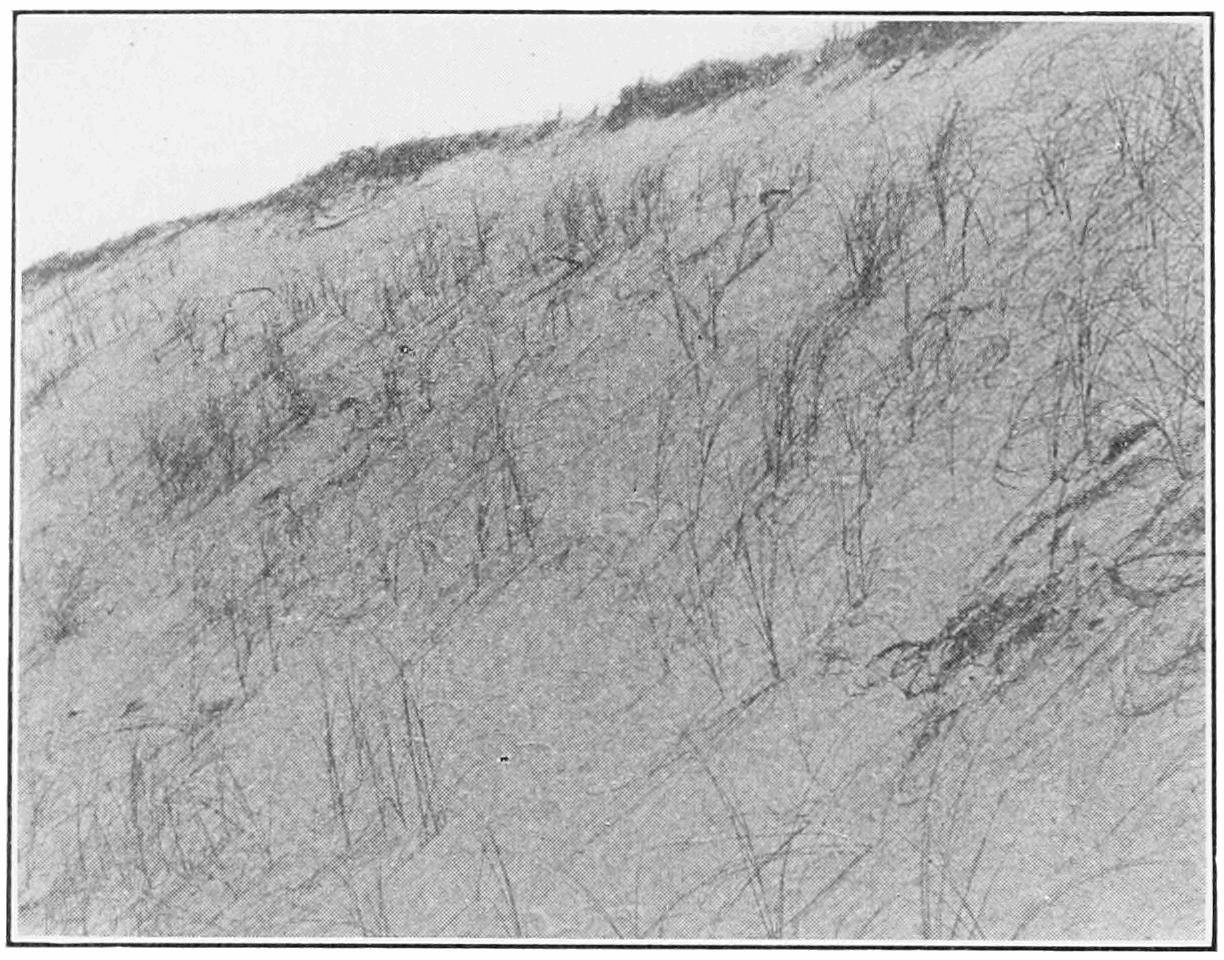